# سیسیان
سیسیان (به ارمنی: Սիսիան) یک شهر در ارمنستان است که در استان سیونیک واقع شده است. در کیلومتری جنوب کاپان، مرکز استان سیونیک واقع شده است. فاصله آن از ایروان ۲۱۷ کیلومتر و از کاپان ۱۱۵ کیلومتر است. این شهر ۱۴٬۸۹۴ نفر جمعیت دارد

## جغرافیا و آب و هوا
سیسیان در کنار رودخانه وروتان قرار گرفته و در ۶ کیلومتری شمال شاهراه میان ایروان به مغری واقع شده است. در کیلومتری جنوب کاپان، مرکز استان سیونیک واقع شده است.
سیسیان ۹ کیلومتر مربع مساحت دارد و ۱٬۶۰۰ متر بالاتر از سطح دریا واقع شده است. در کیلومتری جنوب کاپان، مرکز استان سیونیک واقع شده است.

## ریشه‌شناسی

### زوراتس کارر
زوراتس کارِر یا کاراهونج «به معنی سنگ‌های قادر»، به لاتین Karahunj , که یک مجموعه از دنیای باستان است در حوالی این شهر سیسیان و در استان سیونیک واقع است. این امر به اثبات رسیده است که مجموعه «زوراتس کارر» در هزاره ششم (پیش از میلاد) بنا شده است. این بنا مشابه استون‌هنج می‌باشد.

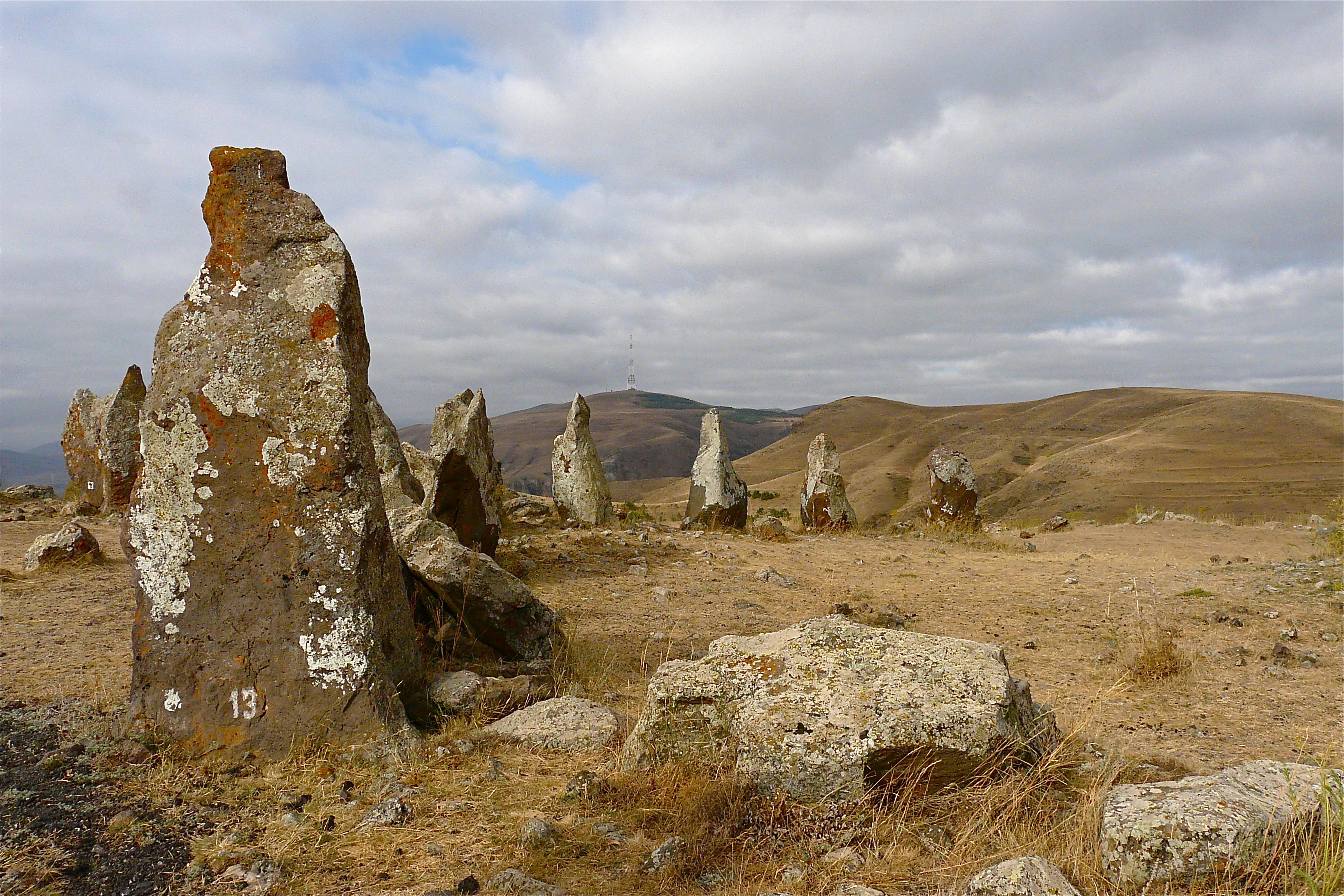
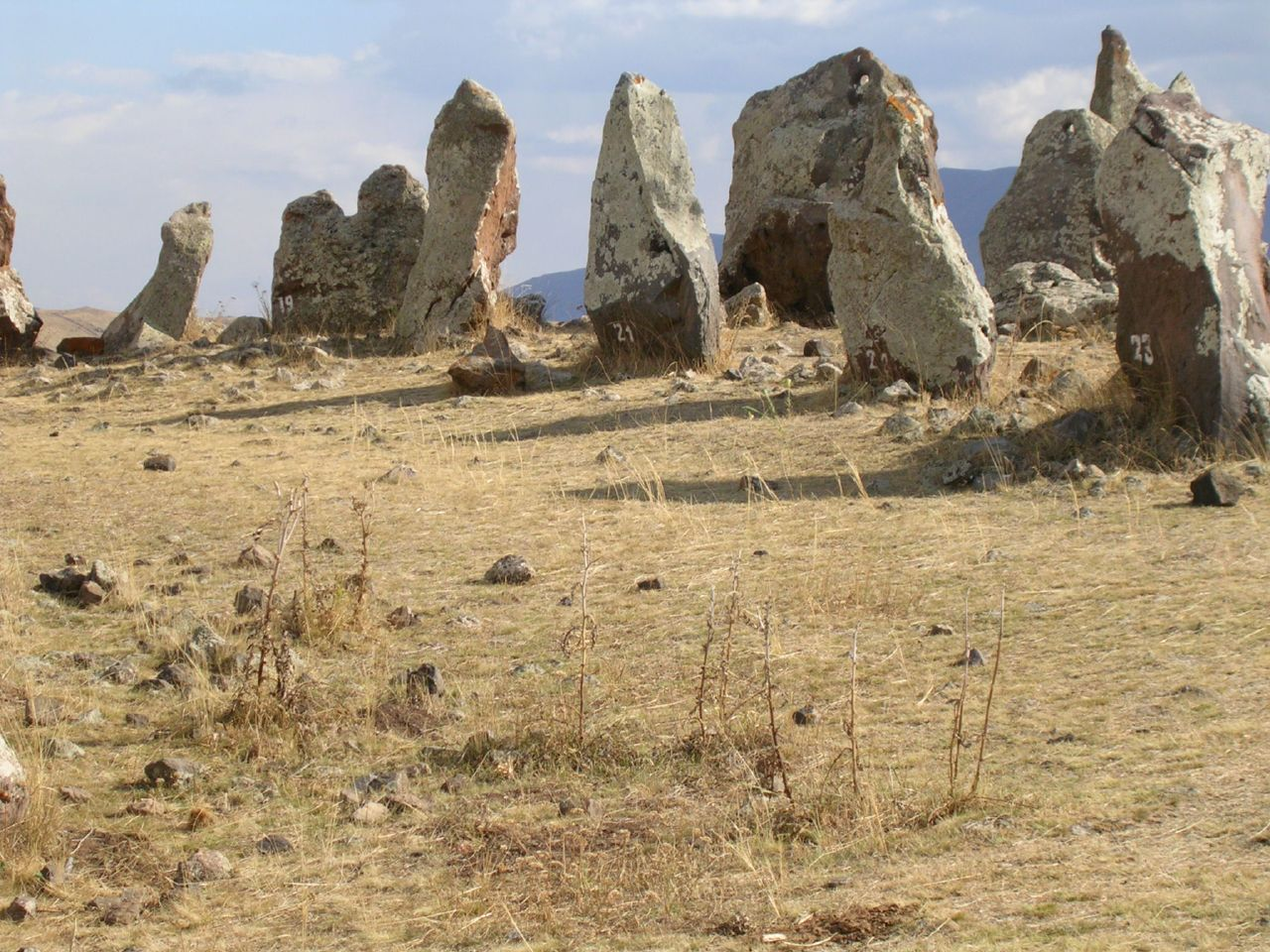

### تاریخچه
موزه تاریخی سیسیان نمایش‌دهنده کوزه‌گری هزاره دوم پیش از میلاد است که از گورستان/رصدخانه زوراتس کارر در شمال سیسیان یافت شده است. در باغ این موزه یک رشته گورسنگ به شکل سر گوسفند دیده می‌شود که بر روی آن‌ها کتیبه‌هایی به زبان فارسی دیده می‌شود.
پیش از رسیدن به کلیسای سیسیان یکی از یادمان‌های دوران شوروی خودنمایی می‌کند. این یادمان برای بزرگداشت کشتگانی که در جریان شوروی‌سازی منطقه زانگزور در سال ۱۹۲۱ با فدراسیون انقلابی ارمنی جنگیدند بنا شده است.

## جاذبه‌های گردشگری
- آبشار شاکی
- زوراتس کارر (خرسنگ‌های پیش از تاریخ)
- اوغتاسار (گورنبشته‌ها)
- صومعه وروتناوانک
- بنای یادبود آغودی
- آبگرم شامب
- بازمانده دژ وروتنابرد
- ویرانه‌های تاناهاتی

## مشاهیر بومی
- استپانوس اربلیان (۱۲۵۰–۱۳۰۵), نجیب‌زاده، تاریخ‌نگار، و اسقف
- ایسرائیل آوری (۱۶۵۸–۱۷۱۱), نجیب‌زاده و دیپلمات
- نیکوغایوس آدونتس (۱۸۷۱–۱۹۴۲), تاریخ‌نگار
- هامو ساهیان، (۱۹۱۴–۱۹۹۳), شاعر و مترجم
- آشوت آواگیان، (۱۹۵۸-), هنرمند

## شهرهای خواهر
سیسیان با شهرهای خواهرخواندگی دارد:
- نئااسمیرنی, یونان
- اسلوتسک, بلاروس
- مونتلیمر, فرانسه

## جمعیت‌شناسی
| سال   | ۱۹۳۱  | ۱۹۴۱  | ۱۹۵۱  | ۱۹۵۹  | ۱۹۶۹  | ۱۹۷۵  | ۱۹۷۹   | ۱۹۸۴   | ۱۹۸۹   | ۲۰۰۱   | ۲۰۱۱   | ۲۰۱۶   |
| جمعیت | ۱٬۶۳۵ | ۱٬۴۷۳ | ۳٬۰۱۶ | ۳٬۸۱۸ | ۶٬۷۷۸ | ۹٬۱۰۰ | ۱۰٬۶۰۳ | ۱۲٬۴۸۷ | ۱۵٬۷۳۱ | ۱۶٬۸۴۳ | ۱۴٬۸۹۴ | ۱۲٬۹۰۰ |

## نگارخانه

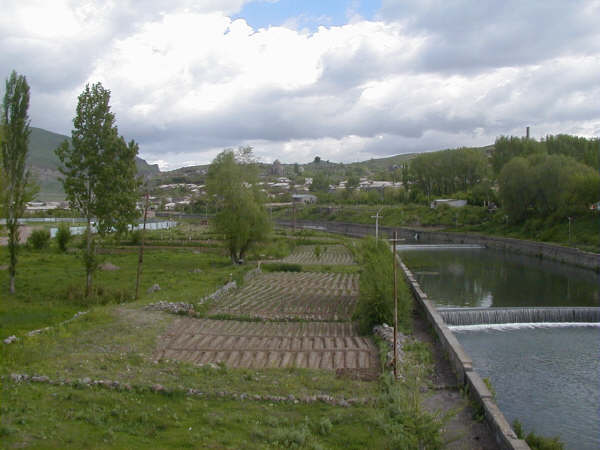
رودخانه وروتان در سیسیان
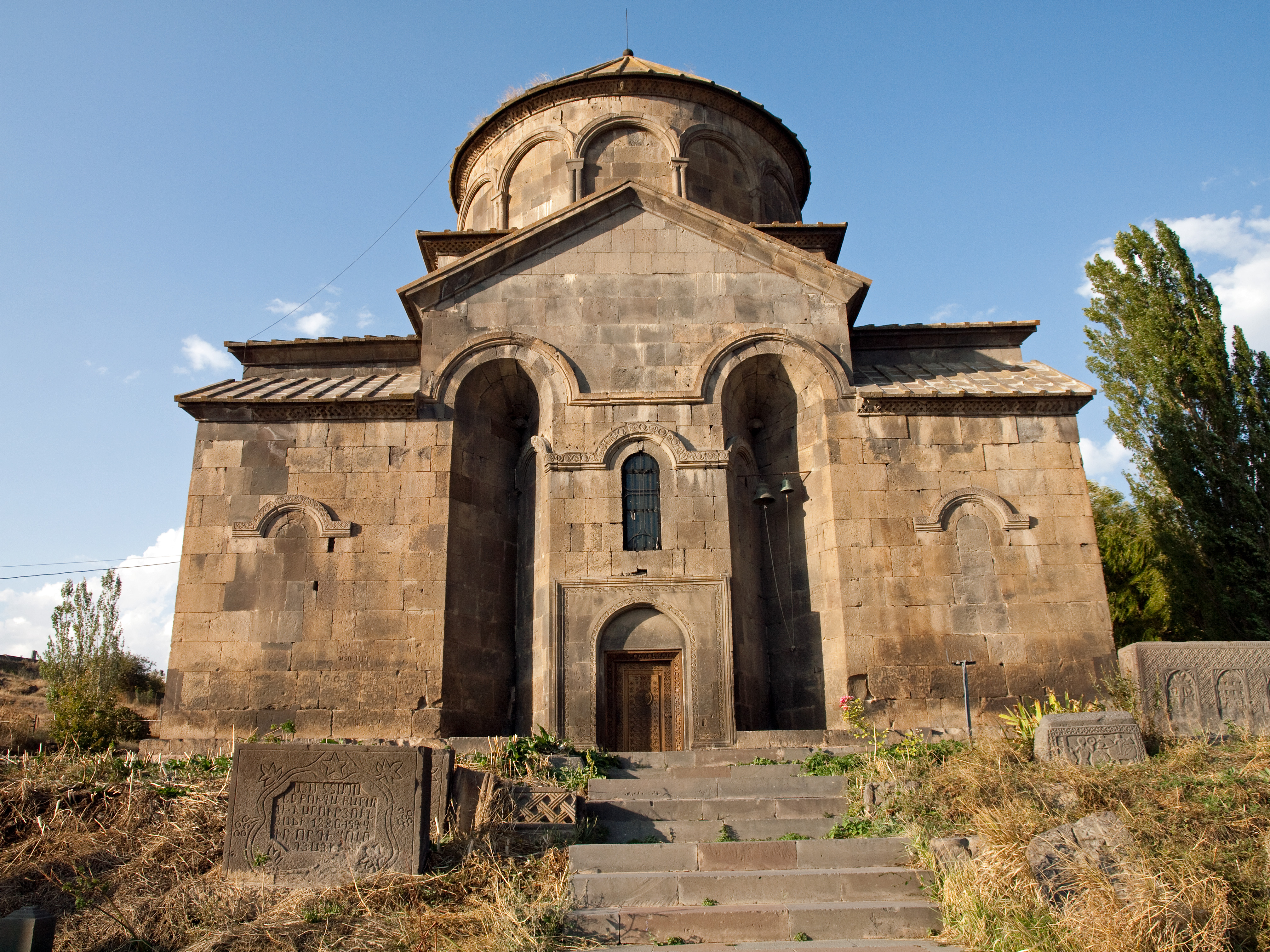
سورپ هُوْهانِس سیساوانک، ۶۹۱ میلادی
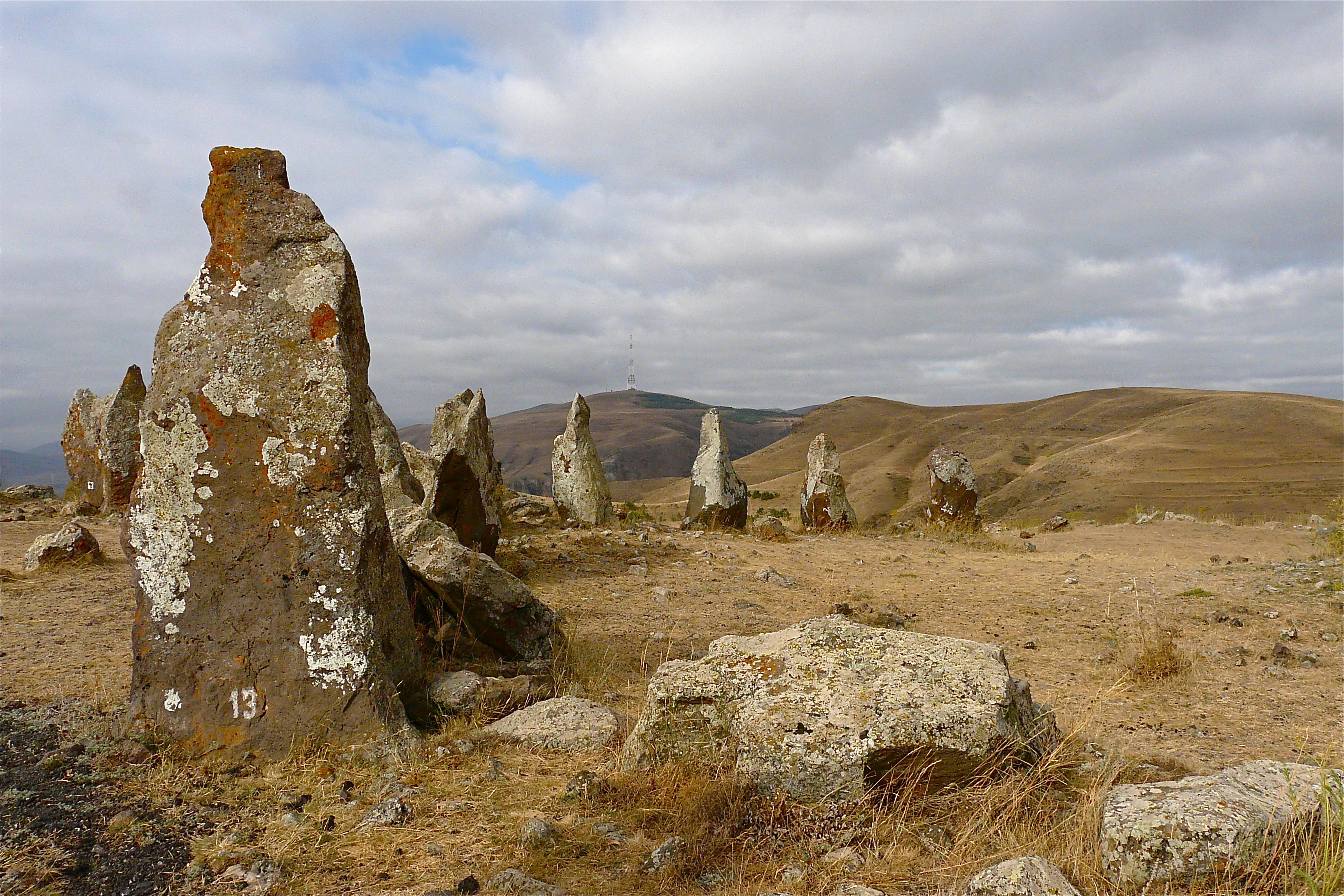
سایت باستان‌شناسی ماقبل تاریخ زوراتس کارر یا رصدخانه Karahunj
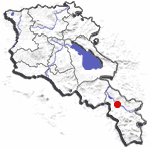
موقعیت سیسیان بر روی نقشه ارمنستان